# 歐洲朴
歐洲朴（學名：Celtis australis），俗稱歐洲朴樹、地中海朴樹、蜜果樹或蜂蜜樺，為原產於南歐、北非與小亞細亞的落葉喬木。該樹於1796年引入英格蘭。

## 形態特徵
樹高可達25公尺（溫帶地區常見10公尺）。樹皮光滑呈灰色，狀似象皮。葉互生，窄長具銳齒，長5-15公分，葉面皺褶、葉背被絨毛，全年呈暗灰綠色，秋季轉淡黃後凋落。花為兩性的無花瓣風媒花，細小呈綠色，單生或簇生。果實為深紫色核果狀小漿果，直徑1公分，成短簇下垂，可食用，極受鳥類與野生動物喜愛。

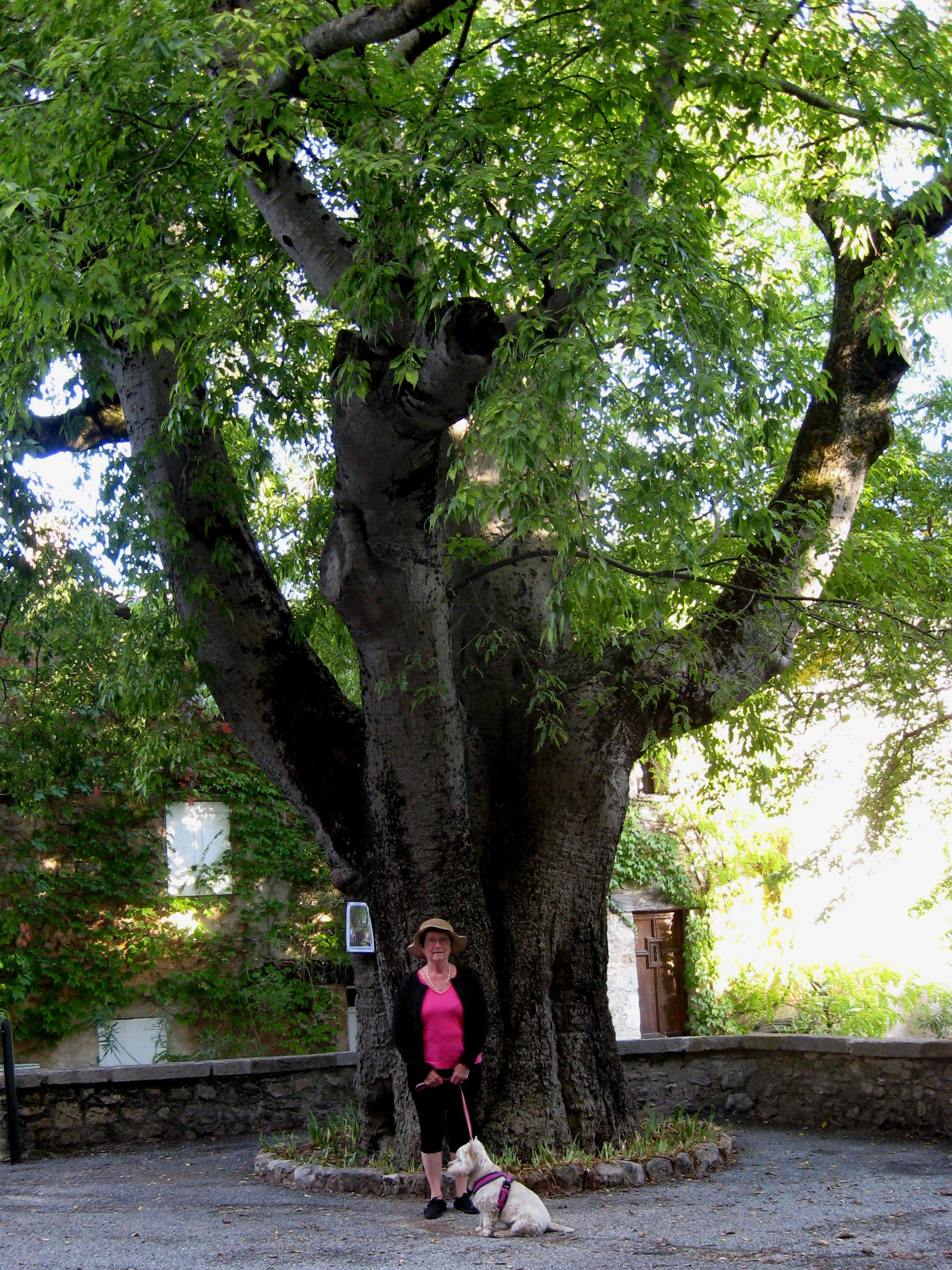
1550年種植於法國Fox-Amphoux的歐洲朴樹
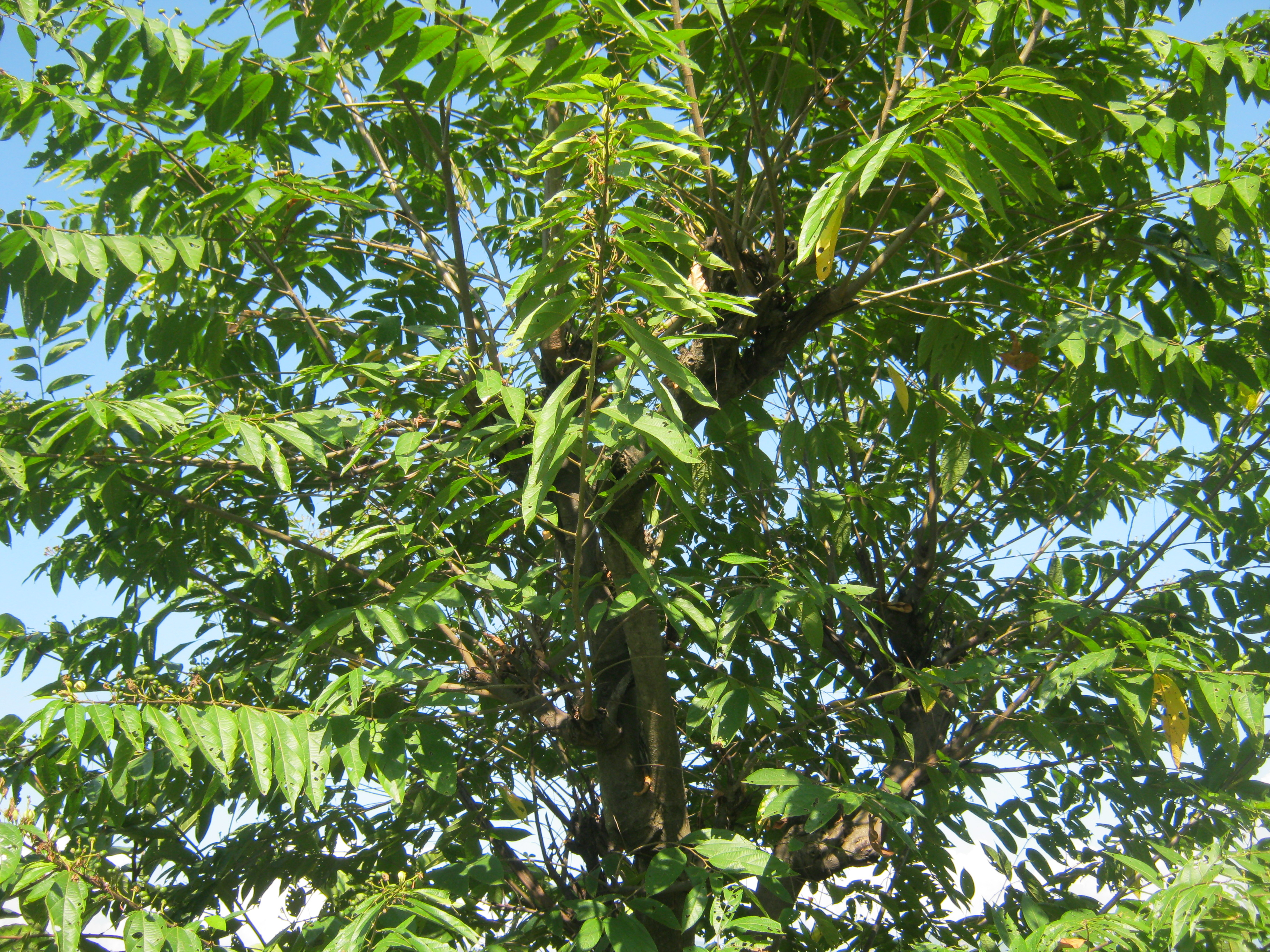
尼泊爾Panchkhal VDC的歐洲朴樹
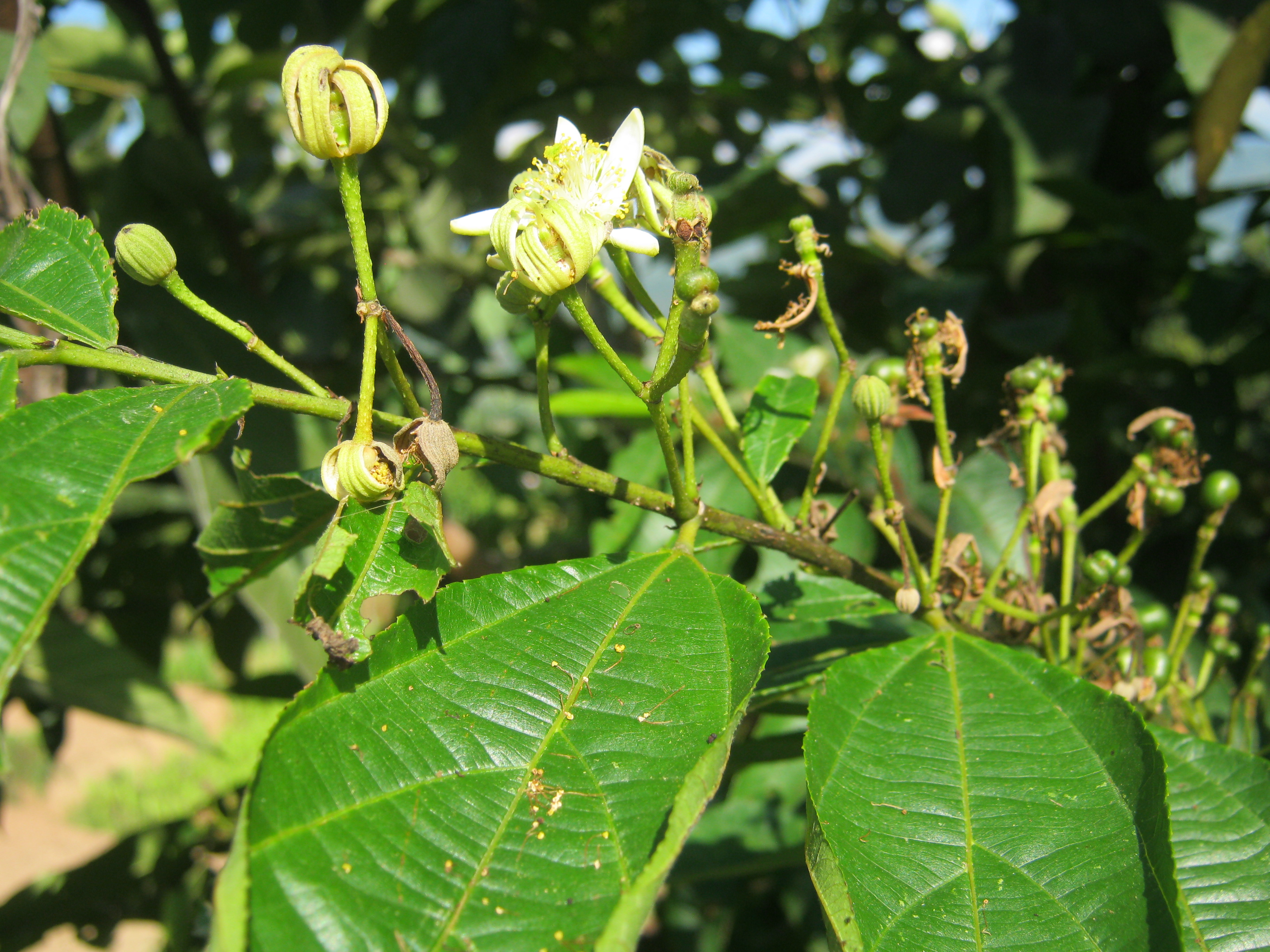
歐洲朴樹花朵
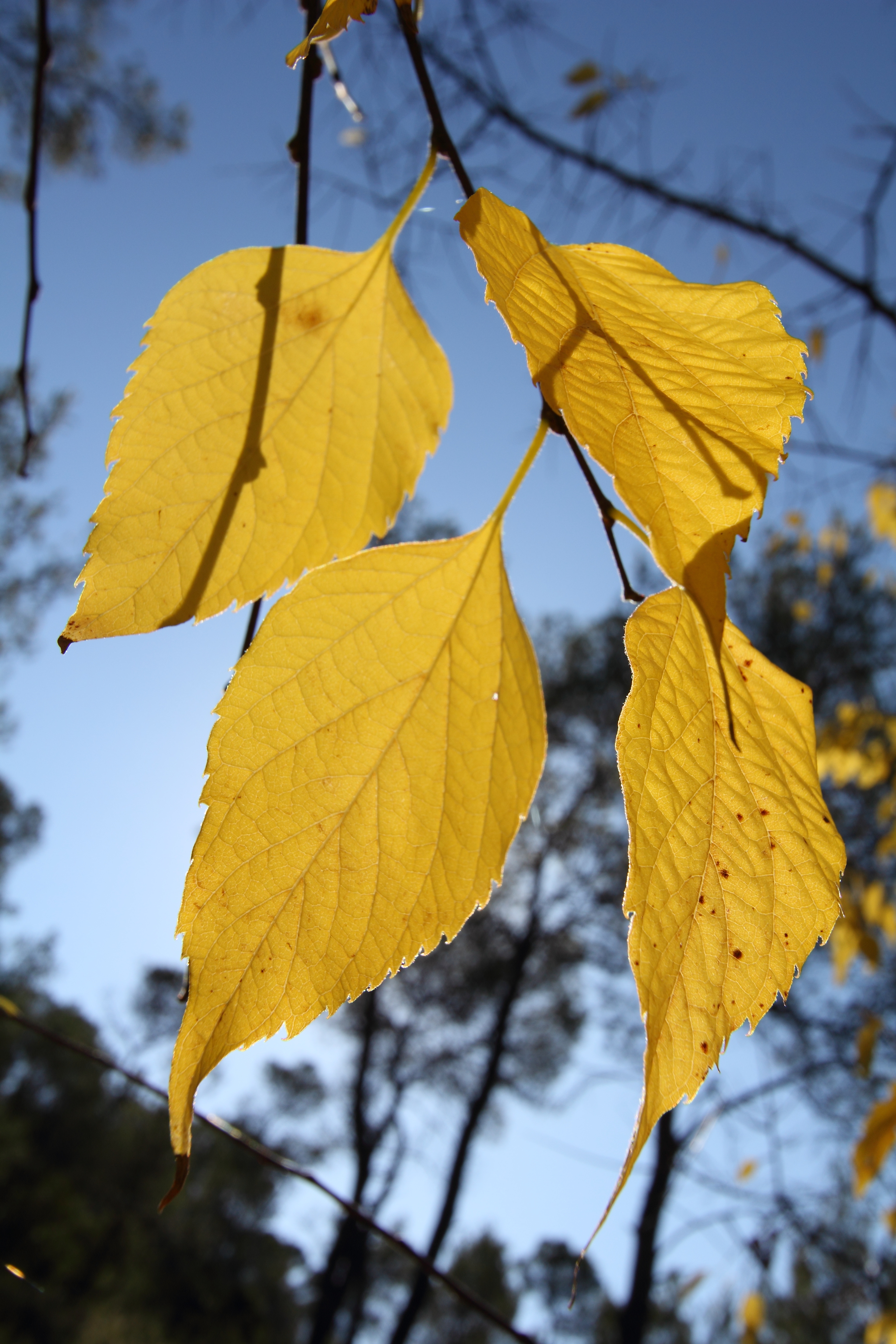
歐洲朴樹秋葉
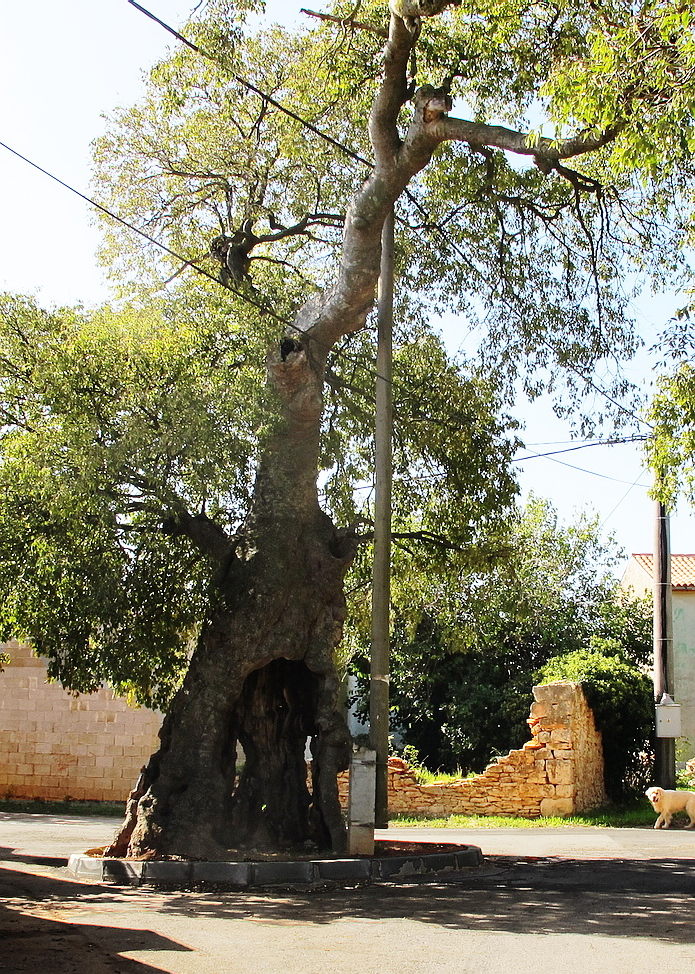
16世紀初種植於克羅埃西亞Muntic的歐洲朴樹

## 歷史
本種被認為是古典文獻中記載的「忘憂樹」，其果實被希羅多德、迪奧斯科里德斯與泰奧弗拉斯托斯描述為甘美怡人且有益健康。荷馬史詩《奧德賽》第九卷描述的「食蓮者」即與此樹相關。
因壽命長且耐空氣污染，常作為觀賞樹種。果實可鮮食或加工，葉與果具收斂、鎮痛、健胃功效，煎劑用於治療閉經、月經過多及腹痛，亦可用於止瀉、痢疾與消化道潰瘍。樹皮可提取黃色染料。木材堅韌富彈性，廣泛用於車削工藝；細長柔韌的枝條可製手杖。

## 栽培
適宜排水良好的輕質（沙質）至中等（壤質）土壤，耐貧瘠與乾旱但不耐陰。雖適應地中海氣候，亦可耐受寒冷氣候（USDA抗寒分區7B）。12世紀農學家伊本·阿瓦姆於《農業之書》詳述其栽培技術。

## 俗稱
各地對本樹的稱呼包括：
- 阿爾巴尼亞語：carac, Kaliboba
- 阿拉伯語：الميس（mays）
- 保加利亞語：копривка
- 加泰隆尼亞語：lledoner
- 克羅埃西亞語：koprivić, ladonja等
- 塞浦路斯希臘語：κοκκονιά（kokkonia）
- 英語：honeyberry tree, European hackberry等
- 法語：micocoulier
- 德語：Zürgelbaum
- 希臘語：Μελικοκιά（melikokiá）
- 希伯來語：מיש‬（mayish）
- 印地語：ku, batkar等
- 波斯語：داغداغان（daghdaghan）
- 西班牙語：almez, lodón等
- 土耳其語：adi çitlembik

貿易名稱：nettle wood、brimji

## 著名植株
法國普羅旺斯Fox-Amphoux村教堂前有一株1550年種植的巨樹，2013年測得樹高18公尺，胸圍5公尺。伊斯蘭傳統視朴樹為聖樹，其木材製護身符用於驅魔。耶路撒冷聖殿山上的朴樹據稱為全球最古老。丁尼生詩作《食蓮人》描寫其果實與致幻效果。

## 次級代謝物
葉含豐富黃酮類化合物C-糖苷。義大利北部幼葉酚類含量最高，五月中旬後顯著下降，此趨勢影響咖啡酸衍生物與黃酮類含量。